# العلاقات الفانواتية الليبية
العلاقات الفانواتية الليبية هي العلاقات الثنائية التي تجمع بين فانواتو وليبيا.

## مقارنة بين البلدين
هذه مقارنة عامة ومرجعية للدولتين:
| وجه المقارنة                                              | فانواتو                                  | ليبيا                                       |
| --------------------------------------------------------- | ---------------------------------------- | ------------------------------------------- |
| المساحة (كم2)                                             | 12.19 ألف                                | 1.76 مليون                                  |
| عدد السكان (نسمة)                                         | 276.24 ألف                               | 6.37 مليون                                  |
| الكثافة السكانية (ن./كم²)                                 | 22.66                                    | 3.62                                        |
| العاصمة                                                   | بورت فيلا                                | طرابلس                                      |
| اللغة الرسمية                                             | اللغة البسلاما، لغة فرنسية، لغة إنجليزية | اللغة العربية، اللغة العربية الفصحى الحديثة |
| العملة                                                    | فاتو فانواتي                             | دينار ليبي                                  |
| الناتج المحلي الإجمالي (بليون دولار)                      | 862.88 مليون                             | 50.98 مليار                                 |
| الناتج المحلي الإجمالي (تعادل القوة الشرائية) بليون دولار | 790.76 مليون                             | 69.32 مليار                                 |
| الناتج المحلي الإجمالي الاسمي للفرد دولار أمريكي          | 2.81 ألف                                 |                                             |
| الناتج المحلي الإجمالي للفرد دولار أمريكي                 | 3.03 ألف                                 | 15.60 ألف                                   |
| مؤشر التنمية البشرية                                      | 0.594                                    | 0.724                                       |
| رمز المكالمات الدولي                                      | +678                                     | +218                                        |
| رمز الإنترنت                                              | .vu                                      | .ly                                         |
| المنطقة الزمنية                                           | ت ع م+11:00                              | ت ع م+02:00، توقيت شرق أوروبا               |

## منظمات دولية مشتركة
يشترك البلدان في عضوية مجموعة من المنظمات الدولية، منها:
| علم المنظمة | اسم المنظمة                        | تاريخ انضمام فانواتو | تاريخ انضمام ليبيا |
| ----------- | ---------------------------------- | -------------------- | ------------------ |
|             | يونسكو                             | 10 فبراير 1994       | 27 يونيو 1953      |
|             | مؤسسة التمويل الدولية              | 28 سبتمبر 1981       | 18 سبتمبر 1958     |
|             | منظمة حظر الأسلحة الكيميائية       | ?                    | ?                  |
|             | مؤسسة التنمية الدولية              | 28 سبتمبر 1981       | 1 أغسطس 1961       |
|             | وكالة ضمان الاستثمار متعدد الأطراف | 27 يوليو 1988        | 5 أبريل 1993       |
|             | الاتحاد البريدي العالمي            | ?                    | ?                  |
|             | الاتحاد الدولي للاتصالات           | 30 مارس 1988         | 3 فبراير 1953      |
|             | الأمم المتحدة                      | 15 سبتمبر 1981       | 14 ديسمبر 1955     |
|             | البنك الدولي للإنشاء والتعمير      | 28 سبتمبر 1981       | 17 سبتمبر 1958     |

## وصلات خارجية
- موقع وزارة الخارجية الليبية